# Люблю тебе ненавидіти
«Люблю тебе ненавидіти» (англ. Anyone But You) — американська романтична комедія 2023 року, режисером та співавтором якої є Вілл Глак.

## Сюжет
Намагаючись отримати ключ від туалету в кафе, студентка права Бостонського університету Бі зустрічає співробітника Goldman Sachs Бена, який допомагає їй з ключами. Вони миттєво налагоджують стосунки і проводять день разом, зрештою заснувши на дивані Бена. Вона йде, не розбудивши його вранці, а коли наважується повернутися, то підслуховує неприємні для себе речі…
Бі та Бен не бачать одне одного протягом шести місяців. Бі, яка розлучилася зі своїм нареченим Джонатаном і таємно полишила навчання на юридичному факультеті, з жахом дізналася, що Бен не тільки летить тим же рейсом до Австралії, що й вона, але й вони обоє опиняються в будинку батьків Клаудії (нареченої Галлі, сестри Бі) та Піта за кілька днів до весілля. Зневага Бі та Бена одне до одного починає розчаровувати інших учасників весілля, що посилюється появою колишніх Бі та Бена, Джонатана та Маргарет, відповідно.
Поки батьки Бі намагаються підштовхнути її до примирення з Джонатаном, інші учасники розробляють план примирити Бі та Бена, щоб весілля пройшло гладко. Бі швидко розкриває змову та укладає угоду з Беном удавати, що вони разом, щоб викликати ревнощі у Маргарет і зупинити батьків Бі, які підштовхують її помиритися з Джонатаном.
Перші спроби продати стосунки були марними аж до вечірки на човні, де Бі та Бен танцюють разом і відтворюють сцену з «Титаніка», яка закінчується тим, що Бі падає в гавань Сіднея. Бен стрибає за Бі, і вони розмовляють, чекаючи на порятунок на буї. Вона каже йому, що покинула навчання, і вони призначають побачення та разом йдуть до Сіднейського оперного театру. Вони повертаються в будинок і займаються сексом, але Бі невтомно припускає, що всі її останні дії були помилками, що розчаровує Бена. Він вислизає вночі, розчаровуючи Бі.
Вранці напередодні весілля Маргарет просить у Бі її благословення, щоб відновити стосунки з Беном. Бі погоджується, стверджуючи, що вона була пов'язана з ним «лише ситуативно». Під час розмови з Пітом Бен опосередковано повідомляє батькам Бі, що вона таємно кинула навчання на юридичному факультеті, через що Бі відчуває себе зрадженою.
Почувши сварку Галлі та Клаудії, Бен переконує Бі удати, що вони помирилися, заради весілля. Церемонія проходить гладко, але Бі бачить, як Маргарет цілує Бена під час бенкету, і в сльозах йде до Оперного театру. Однак Бен відмовляє Маргарет і каже, що більше не має до неї почуттів. Гості весілля переконують його побігти за Бі, тож він стрибає зі скелі неподалік у Тихий океан, а потім переконує рятувальників з гелікоптера «евакуювати» його до Оперного театру.
Бен просить вибачення перед Бі, кажучи їй, що пішов, бо боявся, що їхні стосунки можуть привести до розчарування. Вони миряться і повертаються на весілля як пара, де Галлі та Клаудія розповідають, що їх суперечка була черговою хитрістю, аби підштовхнути Бі та Бена одне до одного.
Так, двоє людей, які зневажають одне одного, здається, не можуть відірватися від одного під час відпустки в Сіднеї.

## У ролях
| Персонажі | Актори          | Український дубляж   |
| --------- | --------------- | -------------------- |
| Бі        | Сідні Свіні     | Анна Павленко        |
| Бен       | Ґлен Пауелл     | Денис Жупник         |
| Клаудія   | Александра Шипп | Антоніна Хижняк      |
| Піт       | GaTa            | Роман Молодій        |
| Галлі     | Гедлі Робінсон  | Анастасія Павленко   |
| Керол     | Мішель Херд     | Наталя Ярошенко      |
| Лео       | Дермот Малруні  | Михайло Кришталь     |
| Джонатан  | Даррен Барнет   | Кирило Татарченко    |
| Роджер    | Браян Браун     | Олег Лепенець        |
| Інні      | Рейчел Гріффітс | Наталя Задніпровська |
| Маргарет  | Чарлі Фрейзер   | Вікторія Левченко    |
| Бо        | Джо Девідсон    | Андрій Соболєв       |

## Український дубляж
Дублювання виконане LeDoyen Studio: перекладачка Катерина Щепковська, режисерка дублювання Катерина Брайковська, звукорежисер Андрій Славинський, звукорежисер перезапису Олег Кульчицький, менеджерка проєкту Мирослава Сидорук.
Ролі дублювали актори: Денис Жупник, Анна Павленко, Антоніна Хижняк, Анастасія Павленко, Роман Молодій, Вікторія Левченко, Андрій Соболєв, Наталя Задніпровська, Михайло Кришталь, Наталя Ярошенко, Олег Лепенець, Кирило Татарченко, Вікторія Тишкевич, Роман Солошенко, Анастасія Назарова, Павло Голов, В'ячеслав Дудко, Михайло Войчук.

## Виробництво
У січні 2023 року було оголошено, що Сідні Свіні та Глен Пауелл були обрані на головні ролі у фільмі без назви, режисером якого є Вілл Глюк. Александра Шипп, Мішель Херд, Браян Браун, Даррен Барнет та Хедлі Робінсон приєдналия до акторського складу в лютому, а наступного місяця було оголошено про прихід Дермота Малруні, Рейчел Гріффітс та GaTa.
Знімання почали в Новому Південному Уельсі в лютому 2023 року. Знімання в Сіднеї тривало в березні 2023 року. У травні фільм отримав назву Будь-хто, крім тебе.

## Реліз
Фільм випустила компанія Sony Pictures Releasing у США та Канаді 22 грудня 2023 року. В українському прокаті — з 25 січня 2024 року.
З 27 лютого 2024-го — на Blu-ray, DVD та цифрових платформах